# 蒲原重雄
蒲原 重雄（かんばら しげお、1898年3月12日 - 1932年10月16日）は日本の建築家。日本における表現主義建築の傑作とされる小菅刑務所（現東京拘置所)が代表作。

## 略歴
明治31年（1898年）、岡山市で旧佐賀藩の漢学者の次男として生まれる。岡山県立第一中学校、第六高等学校（岡山）を経て、東京帝国大学に進学。大正11年（1922年）3月、東京帝国大学工学部建築学科を卒業。卒業制作は「住宅」。同期には岸田日出刀、土浦亀城、田辺平学、長谷川輝雄などがいる。
同年4月に司法省会計課営繕係嘱託。営繕係技手を経て、大正13年（1924年）1月、司法技師となる。関東大震災で被災した小菅刑務所の建替えをはじめ、豊多摩刑務所の復旧、巣鴨・府中刑務所の設計に関わる。
法政大の松室致学長（元司法大臣）の縁で、法政大学第四校舎（六角校舎、1928年）や北軽井沢（群馬県吾妻郡長野原町）に拓かれた法政大学村の山荘群を設計した。
昭和5年（1930年）ごろ、軽井沢で病気療養。昭和7年（1932年）、死去。享年35（満34歳）。結核と言われる。

## 小菅刑務所
蒲原は関東大震災で罹災した小菅刑務所の建替えを担当し、大正13年（1924年）に着工。すべて受刑者の労役により建設され、昭和4年（1929年）に落成式を迎えた。「行刑政策の新理想である教化主義を表現せん」としたもので、「モダン刑務所」と評された。小菅刑務所はその後東京拘置所となり、ほとんどの施設は建替えられているが、管理棟は現存している。DOCOMOMO JAPAN選定 日本におけるモダン・ムーブメントの建築に選出され、2024年、「我が国における表現主義建築の掉尾を飾る建築」として重要文化財に指定された。

## その他
- 同級の岸田日出刀らとともに建築グループ・ラトー建築会を結成し、1924年の帝都復興創案展（国民美術協会主催）に創宇社建築会、マヴォ、メテオール（早稲田系グループ）等とともに参加した。蒲原は「監獄の入口」を出品。
- 昭和初めには小菅刑務所や、巣鴨刑務所の官舎住まいであった[7]。
- 法政大学村に別荘を持った野上弥生子は、蒲原夫妻と母親に会い、「気持ちのよい好青年」と日記に印象を記している（1928.8.22）。また「いかにも頭のよい怜悧な男」とも評している（1929.8.25）[8]。蒲原は大学村の別荘群の設計を一手に引き受け、「村会議員」も務めていた[9]。
- 叢書『高等建築学』の「刑務所建築」の項は蒲原の担当だったが逝去したため、藤田金一郎（司法技師）が執筆した。「（蒲原は）目下設計中の市ヶ谷刑務所改築工事又近く実現の気運にある神戸及名古屋刑務所の移転改築工事の計画には病床にあって心を砕いておられた。前に完成した小菅刑務所又近く竣工すべき府中刑務所のために傾注された努力は異常なものである」と藤田は記している[10]。同書には小菅刑務所、市ヶ谷刑務所（計画案）等が掲載されている。